# Gigartinales
Gigartinales, red od blizu 1000 vrsta crvenih algi u razredu Florideophyceae, dio je podrazreda Rhodymeniophycidae. Sastoji se od 37 porodica

## Porodice
1. Acrotylaceae F.Schmitz 5
2. Areschougiaceae J.Agardh  17
3. Blinksiaceae Hollenberg & I.A.Abbott    1
4. Calosiphoniaceae Kylin 8
5. Caulacanthaceae Kützing  16
6. Chondriellaceae Levring  1
7. Chondrymeniaceae Rodriguez-Prieto, G.Sartoni, S.-M.Lin & Hommersand 6
8. Clavicloniaceae Kraft & G.W.Saunders 6
9. Corynocystaceae Kraft    1
10. Crossocarpaceae Perestenko  1
11. Cruoriaceae Kylin 8
12. Cubiculosporaceae Kraft   1
13. Cystocloniaceae Kützing 114
14. Dicranemataceae Kylin  11
15. Dumontiaceae Bory 78
16. Endocladiaceae Kylin 8
17. Etheliaceae K.R.Dixon, C.W.Schneider & G.W.Saunders 13
18. Furcellariaceae Greville 16
19. Gainiaceae R.L.Moe  1
20. Gigartinaceae Bory  141
21. Gloiosiphoniaceae F.Schmitz  8
22. Haemeschariaceae Wilce & Maggs 2
23. Kallymeniaceae Kylin  193
24. Mychodeaceae Kylin 19
25. Mychodeophyllaceae Kraft  1
26. Nizymeniaceae Womersley 3
27. Phacelocarpaceae Searles 10
28. Phyllophoraceae Willkomm   127
29. Placentophoraceae Rodríguez-Prieto, G.Sartoni, S.-M.Lin & Hommersand ex Dumilag, W.A.Nelson & Kraft, 2019 11 vrsta
30. Polyidaceae Kylin 1
31. Ptilocladiopsidaceae Rodriguez-Prieto, Freshwater & Hommersand 1
32. Rhizophyllidaceae Ardissone  20
33. Rissoellaceae Kylin   1
34. Schmitziellaceae Guiry, Garbary & G.W.Saunders 2
35. Solieriaceae J.Agardh  94
36. Sphaerococcaceae Dumortier  4
37. Tichocarpaceae Kylin   1